# Zidani Most
Zídani Móst je razpotegnjeno naselje z dobrimi 200 prebivalci v Občini Laško v soteski ob izlivu reke Savinje v Savo.
Naselje je pomembno železniško križišče, kjer se od železniške proge Ljubljana-Zagreb, zgrajene leta 1862, odcepi proga proti Mariboru. Čez Savinjo vodijo železniška mostova in kamniti cestni most.

## Zgodovina
Prvi prebivalci so se na področju savske in savinjske kotline naselili že 2500 pr. n. št., mogoče še prej. Okoli 1000 let pr. n. št. so se po soteskah tu naokoli pomikali prvi znani prebivalci Iliri, plemena Japodov. Okoli 400 let pr. n. št. pa so jih nasledili pripadniki keltskih plemen Latobiki in Tavriski.
Štajerska je prišla pod rimsko oblast v letih 33–34 pr. n. št. in je trajala 500 let. Stari Rimljani so se osredotočili predvsem na važnejše vojaške in gospodarsko prometne točke, med katerimi je bilo tudi področje Zidanega Mosta. Niso se zadovoljili samo z vodnimi žilami in stezami, zato so zgradili boljše ceste po obronkih gora na vse strani (Širje–Brezno–Lukovica–Dolenje–Grmada–Rimske Toplice). Reke, kot sta Sava in Savinja so uredili za plovbo predvsem pod cesarjem Vespazijanom (69–79 n. št.), Radeče pa so bile glavna baza pristanišča za trgovanje v Posavju. Tu je bila tudi 34. postaja na rimski cesti Oglej–Sisak.

### Stari vek
Verjetno so okoli leta 290 n. št. Rimljani zgradili kamniti most preko Save. To nam dokazuje najdba novcev v ruševinah stebra mostu, ki se je leta 1834 prikazal izpod gladine ob veliki suši. Bronasti in srebrni novci so datirali v čas republike (se pravi pred našim štetjem) in čas cesarja Galijena (v letih 254–268 n. št.). Poleg novcev so našli tudi zlato čašo. Ta najdba nekako tudi podpira teorijo, da je rimska cesta vodila po desnem in ne levem bregu do Neviodunuma. Zgodovinarji domnevajo, da je nad mostom stala tudi rimska stražnica (castellum) za obrambo in varnost mostu, ter cestnih in vodnih poti.
V 6. stoletju so se predvidoma na tem območju naselili Slovani.
V letu 907 naj bi se v Grad Širje naselil Palatinski grof Arnold Schuerski, po neuspelem uporu proti Henriku I. Bavarskemu. Tu naj bi se skril, vitezi Širski pa naj bi imeli grad v posesti vse do 17. stoletja. Leta 1653 so grad oplenili in delno požgali kmečki uporniki. Kasneje so ga obnovili. Leta 1897 ga je povsem uničil požar.

### Srednji vek
Most, ki so ga zgradili Stari Rimljani, v srednjem veku očitno ni več stal, saj je leta 1222 ukazal vojvoda Leopold VI. Bamberški zgraditi srednjeveški most čez Savo (med današnjim železniškim mostom in postajo). Leta 1224 je bil most končan, v spomin na ta dogodek pa so dali kovati tudi tako imenovani mariborski pfenig. V tem času so verjetno obnovili tudi rimljansko stražnico (castellum) in trdnjavo (obrambni stolp) Klausenstein. Pisni viri slednjega prvič omenjajo leta 1270, ko je bil predan v imetje zadnji Bamberžanki Agnezi, vnukinji Leopolda VI. Leta 1279 uspe grofici Agnezi razveljaviti prisiljen sporazum z Otokarjem II. iz leta 1270, s čimer pride Klausenstein v upravo koroških Vovbrških grofov. Po izumrtju grofov Vovbrških so po desetletni borbi dobili v upravljanje grad lastniki gradu Žovnek v Savinjski dolini (leta 1333), bolj znani kot kasnejši Celjski grofje. Po teh času se Klausenstein ne omenja več. V Celjski kroniki najdemo zapis, da so dali grofje porušiti stolp pri Radečah (brez dvoma Klausenstein). To se je dogajalo v času pohodov češkega najemnika Jana Vitovca v boj proti Habsburžanom. V istem času leta 1442 je bil zrušen tudi most.
V začetku 13. stoletja je Leopold VI. dal poleg mostu zgraditi še cerkev sv. Egidija. Cerkev je imela 3 oltarje (Egidijev, Pavlov in Marijin) in 2 zvona. Poleg cerkve je bilo pokopališče, oboje pa je bilo obdano z zidom. Prvi duhovnik Oton je omenjen leta 1269. Cerkev je bila samostojna župnija do nekje 1423–1432, ko so jo prevzeli kartuzijanci v Jurkloštru. Obsegala je današnji župniji Širje in Radeče, ter manjši del loške. Leta 1811 je država prevzela cerkev in zemljišče, ter prezidala stavbo v carinsko obmejno poslopje. Leta 1848 poslopje, bivšo Egidijevo cerkev podrejo zaradi gradnje železnice.
S plovbo po Savi in Savinji smo Slovenci začeli že v 16. stoletju. Vendar je bila ta plovba bolj priložnostna in dokaj preprosta. Šele Karel VI. pa je izdal ukaz za ureditev Save in Savinje za redno plovbo. Na Savi so začeli z redno plovbo v letu 1729. Od začetka so brodniki vozili z ladjicami, ki so jih na obrežnih stezah vlačili navzgor 'vlačugarji', pozneje pa govedo in konji. V Zidanem Mostu je bila večja brodarska postaja. Delavci pri plovbi so bili samo Slovenci. Fantje, ki so vlačili ladje, so bili oproščeni služenja vojaškega roka.
V letu 1747 so v vasi Širje zgradili Marijino cerkev, ki je bila kasneje večkrat prezidana. Na njenem mestu pa je že pred letom 1689 stala mala kapela.

### Novi vek
Ko si je nadvojvoda Janez ogledal položaj krajev okoli Zidanega Mosta, je dal pobudo za izgradnjo ceste Zidani Most–Rimske Toplice (1811). Z gradnjo so pričeli šele 10. avgusta 1816 in jo končali 18. spetmebra 1816. Pet dni zatem pa je bilo pod skalo Jepikovec slavnostno odprtje ceste. V čast tega dogodka so v skalo vzidali črno marmornato ploščo, katere napis omenja cesarja Franca I., deželnega namestnika Aicholda, okrožnega glavarja Mayrhofna in glavarstva Celja, Laškega, Jurkloštra, Loke, gornje Sevnice in Rajhenburga z letnico 1816. Po drugi svetovni vojni je bila plošča odstranjena.
12. maja 1823 je bil nadvojvoda Janez drugič v kraju, zaradi gradnje ceste Zidani Most–Loka, ki je bila gotova še isto leto. Leto kasneje (1824) so pričeli z gradnjo kamnitega mostu čez Savinjo. Kamnite bloke so lomili v okolici, stroški pa so zaradi poplav močno narasli. V letu 1826 so poleg bivše trgovine Schindler postavili spomenik nadvojvodu Ivanu z doprsnim kipom iz litega železa na kamnitem podstavku, kjer je bil nemški in latinski napis na gradnjo leta 1826. Spomenik je stal v kapeli oblike grškega templja iz kamenja okoliških pečin. Kupola strehe je slonela na štirih stebrih. Leta 1877 so ga obnovili, leta 1918 pa so ga razbili revolucionarji.  Na levem bregu Savinje pa je bil kip Janeza Nepomuka (vodni patron in čuvaj mostu), ki je bil poškodovan v bombnih napadih leta 1945. Nova oblast se je namesto za sanacijo odločila za njegovo odstranitev.
Poleg kamnitega mostu (današnjega cestnega) je bil  v kraju po letu 1826 še velik brod, čez Savo, za ljudi, živino in vozove.  Od leta 1849 do 1862 je bila v Zidanem Mostu glavna ladijska postaja. V kraju je potekalo prekladanje blaga na ladje namenjene na jug in na železniške vagone proti Ljubljani. Nekaj ladji je vozilo še do leta 1866, ko je vlogo nekdanjih brodov, do končno prevzela železnica.
Železniški odsek Celje–Zidani most so začeli graditi spomladi 1846 in je bil do poletja naslednjega leta že končan. Stari železniški most proti Celju je bil zamisel inž. Heiderja, speljan je v loku čez Savinjo iz 1260 klesanih kamnitih blokov. Graditi so ga začeli avgusta 1846, prvo preizkusno vožnjo pa so opravili 18. avgusta 1849. S strahotnimi napori in stroški so pridobili prostor za železniško postajo in naprave, saj je skalovje segalo večinoma do struge Save. Prvotno je postaja imela visok stolp z uro. V tem času sta nastali tudi naselji Mailand in Venezia (današnja cementarna). Do leta 1860 je imela južna železnica v prometu tudi lokomotivo z imenom Steinbruck (Zidani Most), ki jo danes hrani Tehnični muzej na Dunaju.
Leta 1852 so v Zidanem Mostu postavili prvo tovarno. Lastnik oljarne je bil Tržačan Ernest Metike, tovarna pa je imela (1885) 70 delavcev in 12 uslužbencev. Pridelovali so rastlinska in tehnična olja. V letu 1885 tovarno odkupi Josip Wertheimer, ki je dal v neposredni bližini tovarne preko Savinje zgraditi most.
Cementarno so zgradili v letu 1857, lastnik je bil Franc Sartori iz Trsta. Izdelovali so portland in roman cement, cementno opeko in plošče, apno, ognjedržno opeko, šamot, ter kopali glino, lapor in kremenčev pesek. Podjetje je bilo v letu 1873 odlikovano na dunajski svetovni razstavi. V letu 1885 je podjetje štelo 120 delavcev.
Leta 1856 so pričeli od Zidanega Mosta graditi progo proti Zagrebu. Proga je bila enotirna, drugi tir so položili šele Nemci med drugo svetovno vojno. Za redni promet je bila proga odprta 1. oktobra 1862. Drugi tir na progi Ljubljana–Zidani Most–Maribor so položili po letu 1866.
15. januarja 1877 se je okoli 4 ure sprožil na levem bregu Savinje gromozanski plaz, ki je zahteval 13 smrtnih žrtev. Plaz je meril več kot 100 metrov. Plaz, ki je bil še hujši, se je ponovil čez tri dni. Popolnoma je zajezil Savinjo in trajalo je dva dni, da so predrli jez skalovja in prsti.

## Znani krajani
- Heinz Leinfellner
- Avgust Likovnik
- Srečko Puncer